# HAMIDASYSTEM
HAMIDASYSTEM（ハミダシステム）は、日本の女性アイドルグループ。インクリプション所属。通称・ハミシス。2016年結成、2019年第一期終了、メンバーを一新して第二期開始。2020年解散。

## 概要
2016年11月、AMEBA・SODA・BEETの3人で結成、12月初ライブ。デビュー当初は「バカライブアイドル」を名乗っていたが、メンバーが暗すぎてコンセプトが追いつかず方針転換、「はみだす勇気をあなたにも！」をスローガンとする。
2017年10月、FLAMEが加入し4人グループとなるとともに、現行コンセプト「メロディック・エレクトロニカ」を標榜。2018年9月には初の全国流通盤となる『歪んだ鉛筆は誰かに折られないために』をリリース。
2019年1月、現体制による活動終了をアナウンスするとともに、第二期メンバーの募集を開始。同年3月22日、下北沢Gardenにて現体制でのラストライブを行った。
2019年4月、AMEBA・SODA・FLAMEの3人がekomsに移籍、新グループ「クロスノエシス」を結成することが発表された。なお、結成には参加しなかったBEETも「RISA」名義で2020年2月クロスノエシスに加入している。
2019年5月6日「ギュウ農フェス春のSP2019」（新木場STUDIO COAST）にて、新メンバーMe・Sheがライブデビュー。
2020年3月をもってHAMIDASYSTEMとしての活動を終了、神宮寺が事務所を退職。Meは「ミコト」、Sheは「シイカ」に改名、募集した新メンバー2名と共に同年6月より新グループ「リリスリバース」として活動を開始した。

## 略歴
2016年
- 11月3日結成
- 12月10日、DESEO mini with VILLAGE VANGUARDで初ライブ。

2017年
- 2月3日、定期公演「ハミダサナイト！」（DESEO mini with VILLAGE VANGUARD）を月1で主催[11]。
- 7月15日、1st mini album『START THIS SYSTEM!』発売[12]。
- 9月29日、MV「蝉の声」公開。新メンバーFLAMEの加入が発表される。
- 10月6日、「ハミダサナイト！」にて新体制が披露される。
- 10月7日、1st single「DERO」発売。
- 12月16日、1周年記念ワンマンライブ「Version Up」をShibuya Milkywayで開催[13]。

2018年
- 4月29日、2nd mini album『DERO X』発売。
- 4月30日、「HAMIDASYSTEM物語プロジェクト」始動。
- 6月22日、7月28日、カフェ・トリオンプにて『HAMIDASYSTEM cafe.』開催。
- 9月5日、初の全国流通盤『歪んだ鉛筆は誰かに折られないために』をリリース。
- 9月29日、2nd ワンマンライブを東京キネマ倶楽部で開催。
- 12月17日、2周年記念ワンマンライブ「黄昏の君」を渋谷WWWで開催。
- 12月18日、2周年記念ワンマンライブ「黎明の貴方」を渋谷WWWで開催。

2019年
- 1月7日、3月末での現体制終了、メンバー全員がグループを卒業することを発表。同時に新メンバーの募集を開始[4]。
- 3月22日、現体制ラストライブ「reloading… / UP TO YOU」を下北沢GARDENで開催。BEETはアイドル活動を終了、AMEBA、SODA、FLAMEは新グループ立ち上げへ[5]。
- 4月1日、AMEBA、SODA、FLAMEはekomsに移籍、新グループ「クロスノエシス」を結成することが発表[6]。
- 5月6日、「ギュウ農フェス春のSP2019」にて新メンバーのMeとSheがデビュー[8]。
- 12月4日、1st full album『down』をリリース。

2020年
- 2月7日、3月末をもってHAMIDASYSTEMの活動終了、メンバーのMe・Sheは新メンバーとともに後継グループを結成することを発表[9]。
- 3月19日、HAMIDASYSTEM LAST ONEMAN LIVE「inkblot」（新宿LOFT）開催。
- 3月26日、定期公演「ハミシスの長尺。」（AKIBAカルチャーズ劇場）にて最後のライブを開催。
- 4月1日、Meは「ミコト」[14]、Sheは「シイカ」に改名。また、シイカはポポロコネクトにサポートメンバーとして加入[15]。
- 6月15日、後継グループ「リリスリバース」のティザートレーラーを公開[10]。

## メンバー

### 第一期
| 名前                                         | 誕生日   | 担当色 | 担当色 | 備考 |
| -------------------------------------------- | -------- | ------ | ------ | --- |
| MITSUI AMEBA（三井 飴葉） ミツイ アメーバ    | 2月29日  | 緑     |        | ミスiD2018 死んだふりして生きるのはもう飽きた賞 2019年4月1日ekoms移籍、クロスノエシス結成                             |
| YOSHIDA SODA（吉田 爽田） ヨシダ ソーダ      | 3月25日  | 水     |        | 2019年4月1日ekoms移籍、クロスノエシス結成（12月21日卒業）                                                             |
| HASEGAWA BEET（長谷川 美途） ハセガワ ビート | 10月15日 | 紫     |        | 2019年3月22日活動終了。2020年2月クロスノエシス加入（「RISA」）                                                        |
| KOYAMA FLAME（小山 振夢） コヤマ フレーム    | 7月28日  | 赤     |        | 2017年9月加入、元スーパー転校生（「女1」）、スーパー転校生X（「転校生E1」） 2019年4月1日ekoms移籍、クロスノエシス結成 |

### 第二期
| 名前     | 誕生日  | 備考 |
| -------- | ------- | --- |
| Me ミー  | 7月30日 | 元MIGMA SHELTER（「ポポポーポ・ポーポポJr. 」）2020年4月1日、「ミコト」に改名 2020年7月13日、リリスリバース結成                         |
| She シー | 1月12日 | 2020年4月1日、「シイカ」に改名。ポポロコネクトにサポートメンバーとして加入（同年11月2日サポート終了） 2020年7月13日、リリスリバース結成 |

## 作品

### 配信シングル
| # | リリース日     | タイトル               | 備考                                     |
| - | -------------- | ---------------------- | ---------------------------------------- |
| 1 | 2017年12月01日 | 焦がれてプラネット     |                                          |
| 2 | 2018年1月5日   | 抜けない根無し草       |                                          |
| 3 | 2018年2月2日   | 恋のさきっぽ           |                                          |
| 4 | 2018年3月2日   | S                      |                                          |
| 5 | 2019年7月26日  | ヒズミ                 | 新体制新曲3ヶ月連続デジタルリリース第1弾 |
| 6 | 2019年8月30日  | 傷の音                 | 新体制新曲3ヶ月連続デジタルリリース第2弾 |
| 7 | 2019年9月27日  | 存在しないぞんざいな愛 | 新体制新曲3ヶ月連続デジタルリリース第3弾 |

### 配布限定デモ（非売品）
| # | 配布日        | タイトル                 |
| - | ------------- | ------------------------ |
| 1 | 2017年4月18日 | バカにさせてよ好きだから |
| 2 | 2017年6月26日 | DERO                     |
| 3 | 2017年7月7日  | あのこい                 |
| 4 | 2017年7月9日  | 白になった               |
| 5 | 2017年7月26日 | 夢うつつにキスをして     |
| 6 | 2017年8月4日  | 焦がれてプラネット       |

### ミュージックビデオ
| 公開日         | タイトル               | 監督       |
| -------------- | ---------------------- | ---------- |
| 2017年7月7日   | 略すな                 | 横山翔一   |
| 2017年9月29日  | 蝉の声                 | 横山翔一   |
| 2017年10月21日 | 夢うつつにキスをして   | 真島宇一   |
| 2018年8月26日  | 夜の箱庭               | 真島宇一   |
| 2018年8月27日  | インビジブル・ムービー | 須藤しぐま |
| 2018年8月28日  | 水槽標本               | 竹村正成   |
| 2018年8月29日  | 舞台に溶かされて       | 坂田科申   |
| 2018年8月30日  | 行方                   | 横山翔一   |
| 2019年11月28日 | 存在しないぞんざいな愛 | 横山翔一   |

## 主なライブ活動

### ワンマンライブ
| 開催日         | 場所             | タイトル                                 | 備考 |
| -------------- | ---------------- | ---------------------------------------- | --- |
| 2017年12月16日 | 渋谷Milkyway     | Version Up                               | グループ1周年ワンマンライブ。                                                                                 |
| 2018年9月29日  | 東京キネマ倶楽部 | 歪んだ鉛筆は誰かに折られないために       | ミニアルバム「歪んだ鉛筆は誰かに折られないために」発売と、4人体制（FLAME加入）1周年を記念したワンマンライブ。 |
| 2018年12月17日 | 渋谷WWW          | 黄昏の君                                 | グループ2周年ワンマンライブ。2days開催で、会場限定シングル「黄昏の君」を販売。                                |
| 2018年12月18日 | 渋谷WWW          | 黎明の貴方                               | グループ2周年ワンマンライブ。2days開催で、会場限定シングル「黎明の貴方」を販売。                              |
| 2019年3月22日  | 下北沢GARDEN     | reloading… / UP TO YOU                   | メンバー卒業に伴う活動休止前最後のワンマンライブ                                                              |
| 2020年3月19日  | 新宿LOFT         | HAMIDASYSTEM LAST ONEMAN LIVE「inkblot」 | HAMIDASYSTEMとしての最後のワンマンライブ                                                                      |

### ハミダサナイト！
2017年2月から2017年12月まで毎月第一金曜日に開催していた、HAMIDASYSTEM主催の定期公演。会場はDESEO mini with VILLAGE VANGUARD。
| #               | 開催日        | ゲスト | 備考                      |
| --------------- | ------------- | --- | ------------------------- |
| 第一夜          | 2017年2月3日  | さっきの女の子、 姫君のスパークリング                                                                       |                           |
| 第二夜          | 2017年3月3日  | SAKA-SAMA tipToe. 日本アイドル生成工房 MELLOW GREEN WONDER                                                  | AMEBA生誕                 |
| 第三夜          | 2017年4月7日  | Summer Rocket スーパー転校生                                                                                | SODA生誕                  |
| ゴールデン・1部 | 2017年5月5日  | エモクルスコップ SAKA-SAMA さっきの女の子、 スーパー転校生X 杉本美沙輝（from 姫君のスパークリング） tipToe. |                           |
| ゴールデン・2部 | 2017年5月5日  | lip tone（OA）                                                                                              | 無料ワンマンライブ        |
| 第五夜          | 2017年6月2日  | ・・・・・・・・・ 彼女のサーブ シバノソウ                                                                  |                           |
| 第六夜          | 2017年7月7日  | xoxo(Kiss&Hug) EXTREME コバルトブルーは白昼夢 電影と少年CQ                                                  |                           |
| 第七夜          | 2017年8月4日  | すこやか健康クラブ ブルートリップ. ふゆのどうぶつえん                                                       |                           |
| 第八夜          | 2017年9月1日  | 里咲りさ 武井麻里子                                                                                         |                           |
| 第九夜          | 2017年10月6日 | みんなのこどもちゃん                                                                                        | 新メンバー・FLAMEお披露目 |
| 水曜            | 2017年11月1日 | ・・・・・・・・・ xoxo(Kiss&Hug) EXTREME                                                                   | BEET生誕                  |
| 最終夜          | 2017年12月1日 | エモクルスコップ 棘-おどろ-                                                                                 |                           |

### ○○な夜
2018年1月から2018年11月まで毎月第一金曜日に開催されていた、HAMIDASYSTEM主催の定期ワンマン企画。会場はDESEO mini with VILLAGE VANGUARD。
| #  | 開催日        | タイトル                 | 備考                             |
| -- | ------------- | ------------------------ | -------------------------------- |
| 1  | 2018年1月5日  | あけおめな夜             | 新曲「抜けない根無し草」初披露   |
| 2  | 2018年2月2日  | 福は内！な夜             | 新曲「恋のさきっぽ」初披露       |
| 3  | 2018年3月2日  | 飴葉生誕な夜             | AMEBAの生誕祭 新曲「S」初披露    |
| 4  | 2018年4月6日  | しゅわしゅわな夜         | SODAの生誕祭                     |
| 5  | 2018年5月4日  | ミーティングな昼         | 初となる運営トーク回             |
| 6  | 2018年5月4日  | アンサンブルな夜         | メンバーによるバンド演奏         |
| 6  | 2018年6月1日  | 「ダイジェスト」な夜     | 歴史を振り返るSPトーク           |
| 7  | 2018年7月6日  | 夕涼みな夜               | 浴衣姿のメンバーによるSPコーナー |
| 8  | 2018年8月3日  | めらめらな夜             | FLAMEの生誕祭                    |
| 9  | 2018年9月7日  | 「Now on sale」な夜      | 全国流通盤CD発売記念ライブ       |
| 10 | 2018年10月5日 | 「ハロウィンナイト」な夜 | 仮装ライブ                       |
| 11 | 2018年11月2日 | 「瑠璃色」な夜           | BEETの生誕祭                     |

### act call
2018年1月より2018年12月まで毎月第三金曜日に開催されていた、HAMIDASYSTEM主催の定期対バン企画。会場である渋谷Star loungeの雰囲気を生かした“劇場”仕立ての演出が特徴。
| #  | 開催日         | ゲスト                                                |
| -- | -------------- | ----------------------------------------------------- |
| 1  | 2018年1月19日  | 校庭カメラアクトレス le biglemoi Malcolm Mask McLaren |
| 2  | 2018年2月16日  | Alloy じゅじゅ NECRONOMIDOL                           |
| 3  | 2018年3月16日  | 会心ノ一撃 Colorpointe 代代代                         |
| 4  | 2018年4月20日  | ゑんら nuance（ヌュアンス）                           |
| 5  | 2018年5月18日  | TAKENOKO▲ MIGMA SHELTER                               |
| 6  | 2018年6月15日  | じゅじゅ グーグールル                                 |
| 7  | 2018年7月20日  | WILL-O' 終演後物販卍                                  |
| 8  | 2018年8月17日  | ReLIeF Kolokol 始発待ちアンダーグラウンド             |
| 9  | 2018年9月21日  | TORIENA NECRONOMIDOL LiLii Kaona                      |
| 10 | 2018年10月19日 | nuance（ヌュアンス） ゑんら NaNoMoRaL                 |
| 11 | 2018年11月16日 | グーグールル BLACKNAZARENE xoxo(Kiss&Hug) EXTREME     |
| 12 | 2018年12月21日 | 校庭カメラガールドライ じゅじゅ                       |

### 聖地巡礼
2018年4月30日より開始された「HAMIDASYSTEM物語プロジェクト」での小説中に登場する「聖地」でのイベント
| # | 開催日        | ライブ名                   | 場所                      | 備考                             |
| - | ------------- | -------------------------- | ------------------------- | -------------------------------- |
| 1 | 2018年5月12日 | プラネタリウム"無音"ライブ | コスモプラネタリウム渋谷  | 「夜の箱庭」を披露               |
| 2 | 2018年6月10日 | 映画館ライブ               | イオンシネマ シアタス調布 | 「インビジブル・ムービー」を披露 |
| 3 | 2018年7月16日 | 水族館MV撮影               | しながわ水族館            | 「水槽標本」「行方」のMVを撮影   |
| 4 | 2018年8月12日 | 学校MV撮影                 | 3331 Arts chiyoda         | 「行方」のMVを撮影               |

### HAMIDASYSTEMの60分ライブ
2019年1月から3ヶ月連続で開催。会場はAKIBAカルチャーズ劇場。
| # | 開催日        |
| - | ------------- |
| 1 | 2019年1月10日 |
| 2 | 2019年2月14日 |
| 3 | 2019年3月14日 |

### フリーハミ –ハミシス無料ライブ-
フルアルバム『down』のリリースとグループ３周年を祝し開催された無料ワンマンライブ。会場は渋谷GARRET。
| # | 開催日         |
| - | -------------- |
| 1 | 2019年10月13日 |
| 2 | 2019年11月10日 |

### ハミパ –ハミシス史上最強照明ライブ-
フルアルバム『down』のリリースとグループ３周年を祝し2019年12月5日に開催されたリリースパーティー。会場はマウントレーニアホール渋谷。ゲストはヤなことそっとミュート、RAY、NILKLY。

### ハミシスの長尺。
2020年1月から3ヶ月連続で開催。会場はAKIBAカルチャーズ劇場。
| # | 開催日        |
| - | ------------- |
| 1 | 2020年1月30日 |
| 2 | 2020年2月27日 |
| 3 | 2020年3月26日 |

### HAMIDASYSTEM
- 公式ウェブサイト
- HAMIDASYSTEM (@hamidasystem) - X（旧Twitter）
- Instagram (@hamidasystem)
- SoundCloud
- ミコト（元Me） (@MIKOTO_RLSR) - X（旧Twitter）
- シイカ（元She） (@SHIIKA_RLSR) - X（旧Twitter）
- sayshine (@sayshine_) - X（旧Twitter） - サウンドプロデューサー